# Acanthurus nubilus
Acanthurus nubilus är en fiskart som först beskrevs av Fowler och Bean 1929.  Acanthurus nubilus ingår i släktet Acanthurus och familjen Acanthuridae. IUCN kategoriserar arten globalt som livskraftig. Inga underarter finns listade i Catalogue of Life.